# Musica underground
Con il termine musica underground, a cui ci si riferisce anche con l'espressione inglese underground music (traduzione: musica sotterranea, musica clandestina), si intendono tutti quei generi musicali che si pongono programmaticamente in antitesi e/o in alternativa alla cultura di massa o al sistema dell'industria della musica tipico delle multinazionali. Il termine fu utilizzato per la prima volta da Marcel Duchamp, in una famosa conferenza del 1961 tenutasi a Filadelfia, nella quale dichiarò programmaticamente che l'Arte dovesse andare in clandestinità ("will go underground"), aprendo la strada all'utilizzo del termine underground
La musica underground può tendere ad esprimere idee comuni, come l'alto rispetto per la sincerità e l'intimità, la libertà di espressione creativa in contrapposizione alla composizione altamente formulaica della musica commerciale e l'apprezzamento dell'individualità artistica in contrapposizione alla conformità alle attuali tendenze. A parte forse le scene del rock underground nell'Unione Sovietica pre-Michail Gorbačëv o la moderna scena metal anti-islamica degli stati teocratici della Penisola arabica, pochissimi tipi di musica underground sono completamente sotterranei, sebbene performance e registrazioni possano essere di difficile reperibilità per i neofiti.

## Etimologia
Il termine inglese underground (sottosuolo) appare agli inizi degli anni cinquanta negli USA ed è collegata alla nascita e allo sviluppo della Beat Generation (di cui un esempio è I sotterranei di Jack Kerouac, scritto nel 1952 e pubblicato nel 1958). Il termine è inteso come via esistenziale e culturale che superi gli schemi della società contemporanea.
L'uso si evolve ed estende negli anni sessanta: inizialmente nei paesi anglosassoni, in seguito in quelli dell'Europa continentale. Dagli inizi degli anni settanta viene menzionato in Italia per individuare degli stili di vita e dei modelli creativi non facilmente riconducibili alle norme della cultura di massa.

## In musica
In ambito musicale l'underground dovrebbe individuare una proposta con uno spirito creativo estremo, non affiancata alle major.